# Ушбулак (Жамбылская область)
Ушбула́к (ранее — Учбула́к, Уч-Була́к; каз. Үшбұлақ) — станция в Байзакском районе Жамбылской области Казахстана, входит в состав Ботамойнакского сельского округа. Код КАТО — 313633300.

## География
Станция расположена на юго-западе Байзакского района, на Турксибе, в 15 километрах к северо-востоку от областного центра города Тараз, в 2 километрах к востоку от административного центра сельского округа села Байзак и в 4 километрах к югу от районного центра села Сарыкемер. Соседние населённые пункты: Байзак в 2 километрах к западу. Транспортное сообщение осуществляется по автодорогам A2 и КН-21 (Ушбулак — Сарыкемер). Высота центра станции — 630 метров над уровнем моря..

### Этимология
Название станции состоит из двух казахских слов Үш (имя числительное) и Бұлақ (имя существительное) и означает «три родника, расположенные рядом».

## Современное состояние
На 2016 год в станции — 1 улица.

## Население
| Численность населения | Численность населения | Численность населения |
| 1989                  | 1999                  | 2009                  |
| --------------------- | --------------------- | --------------------- |
| 339                   | ↘192                  | ↗210                  |